# Hotelgeflüster
Hotelgeflüster (Originaltitel: Plaza Suite) ist eine US-amerikanische Filmkomödie von Arthur Hiller aus dem Jahr 1971.

## Handlung
Der Film ist in drei Akte aufgeteilt, die alle in der Suite 719 des New Yorker Plaza Hotels spielen. Der erste Akt dreht sich um das Ehepaar Sam und Karen Nash. Als in ihrem Haus renoviert wird, besuchen sie auf Betreiben von Karen die Suite, in der sie vor über zwanzig Jahren ihre Hochzeitsnacht verbracht haben, in der Hoffnung, damit ihre Ehe zu retten. Stattdessen aber kommt es zum Streit um eine angebliche Affäre des Workaholic Sam mit seiner Sekretärin und darüber, wie lange die beiden eigentlich verheiratet sind und ob sie die Hochzeitsnacht wirklich in der Suite 719 verbracht haben.
Im zweiten Akt ist Hollywoodproduzent Jesse Kiplinger nur wenige Stunden beruflich in New York. Er bittet seine Jugendliebe Muriel Tate, ihn im Hotel zu besuchen. Der naiven Hausfrau aus der Vorstadt ist nicht klar, dass es Jesse nur darum geht, sie ins Bett kriegen.
Im letzten der drei Akte hat sich Mimsey Hubley kurz vor ihrer Hochzeit im Badezimmer eingesperrt und weigert sich, es wieder zu verlassen. Ihre Eltern versuchen mit immer verzweifelteren Mitteln, sie herauszulocken, während die Hochzeitsgäste in dem für teures Geld angemieteten Hotelsaal ausharren müssen.

## Hintergrund
Der Film basiert auf der gleichnamigen Broadwayproduktion von Neil Simon, der auch das Drehbuch adaptiert hat. In der Originalproduktion spielten George C. Scott und Maureen Stapleton alle Hauptrollen. In der Filmadaption übernahm Walter Matthau die drei männlichen Hauptrollen, während die weiblichen von Maureen Stapleton, Barbara Harris und Lee Grant gespielt wurden.
Neil Simon, der das Drehbuch verfasste, haderte im Nachhinein mit dem Film. Insbesondere mit der Wahl von Walter Matthau war er nicht zufrieden, da er ihm die Darstellung der verschiedenen Charaktere nicht abnahm. Außerdem sei die Beschränkung der Handlung auf einen Raum ein Fehler gewesen.

## Kritik
Das Lexikon des Internationalen Films befand: „Eine Verfilmung eines erfolgreichen Broadway-Stücks, die durch witzige Dialoge und ausgezeichnete Darstellung gut unterhält.“

## Auszeichnungen
- 1972: Nominierung für den Golden Globe als bester Film – Komödie oder Musical
- 1972: Nominierung für den Golden Globe als beste Nebendarstellerin für Maureen Stapleton